# Ubikace
Ubikace je označení pro zařízení sloužící ke společnému ubytování velkého množství lidí. Tomu odpovídá často skrovnější styl provedení stavby (např. ze dřeva). Ubikaci tvoří pokoje o větším počtu lůžek, kde nocují osoby vykonávající zpravidla společnou nebo stejnou činnost, tedy vojáci, brigádníci, táborníci, vodáci, lyžaři aj.
Rovněž se tak nazývají klece určené pro chov zvířat v zajetí.
Slovo je pravděpodobně odvozeno od italského ubicazione (poloha) a ubicare (umístit).